# Sale el Sol (pjesma)
"Sale el Sol" je pjesma kolumbijske pjevačice Shakire. Objavljena je 4. siječnja 2011. godine kao drugi singl s njenog albuma Sale el Sol. Pjesmu su napisali i producirali Shakira i Luis Fernando Ochoa. Shakira je potvrdila pjesmu kao drugi singl preko svoje službene stranice i preko njezine stranice Pies Descalzos Foundation.

## O pjesmi
Pjesmu su napisali i producirali Shakira i Luis Fernando Ochoa. Pjesma je opisana kao lijepa rock skladba praćena zvukom gitara. Shakira u pjesmi govori o usponima i padovima u svačijem životu. U Billboardovoj recenziji pjesma je opisana lijepom i tužnom.

## Promocija
Shakira je "Sale el Sol" premijerno predstavila 4. lipnja 2010. godine na Rock In Rio Madrid. Posvetila je pjesmu Gustavu Ceratiju koji je mjesec dana prije pretrpio moždani udar.

## Uspjeh pjesme
Pjesma "Sale el Sol" debitirala je na osmoj poziciji španjolske ljestvice singlova, što je bio najviša pozicija novog singla u tom tjednu, tog tjedna se pjesma "Loca" plasirala na prvoj poziciji. Na mesksičkoj i španjolskoj radijskoj ljestvici pjesma se plasirala na prvoj poziji. U SAD-u pjesma se plasirala na drugoj poziciji ljestvice Latin Pop Songs te destoj poziciji ljestvice Hot Latin Songs.

## Videospot
Videospot za pjesmu "Sale el Sol" snimljen je pod redateljskom palicom Jaume de Laiguana u Španjolskoj 10. prosinca 2010. godine. Videospot je objavljen na internetu 2. veljače 2010. godine, jedan dan prije službenog objavljivanja. Videospot sadrži shakiru kako nastupa sa svojom grupom u sobi kojoj pada snijeg, te scene u kojima se nalazi u zlatnoj haljini. Video je pregledan više od 30 milijuna puta preko YouTubea.

## Ljestvice
| Ljestvice (2011.)     | Najviša pozicija |
| --------------------- | ---------------- |
| Belgija (Valonija)    | 55               |
| SAD (Hot Latin Songs) | 10               |
| SAD (Latin Pop Songs) | 2                |
| Španjolska            | 8                |

## Popis pjesama
Digitalno preuzimanje
1. "Sale el Sol" - 3:23

## Povijest objavljivanja
| Područje  | Datum             | Format                | Izdavač      |
| --------- | ----------------- | --------------------- | ------------ |
| Francuska | 4. siječnja 2011. | Digitalno preuzimanje | Epic Records |
| Meksiko   | 4. siječnja 2011. | Digitalno preuzimanje | Epic Records |
| SAD       | 4. siječnja 2011. | Digitalno preuzimanje | Epic Records |